# Уинтер, Джордж
Джордж Ловингтон Уинтер (англ. George Lovington Winter, 27 апреля 1878, Нью-Провиденс, Пенсильвания — 26 мая 1951, Франклин-Лейкс, Нью-Джерси) — американский бейсболист, питчер, выступавший в MLB за «Бостон» и «Детройт Тайгерс». Победитель Мировой серии 1903 года.

## Биография
Джордж родился 27 апреля 1878 года на ферме недалеко от Нью-Провиденса в штате Пенсильвания. Данные переписи 1890 года были утрачены из-за пожара. По информации 1900 года он жил там же вместе с матерью Адой и приёмным отцом Гарри и работал учителем. 
Летом 1900 года, играя за команды из соседних городов Майерстауна и Манхейма, Джордж выиграл 38 из 43 игр. Осенью он поступил на подготовительное отделение Геттисбергского колледжа, где его однокашником был будущий член Зала бейсбольной славы Эдди Планк. Оба они были допущены к игре за команду колледжа, за которую играли питчерами и аутфилдерами. 24 апреля 1901 года газета The Gettysburgian писала, что оба питчера кажутся почти непробиваемыми.
В середине мая 1901 года Планк подписал профессиональный контракт с «Филадельфией Атлетикс» и рекомендовал тренеру клуба Конни Маку взять в команду Уинтера. Мак отказался от подписания соглашения с Уинтером из-за скромных антропометрических данных последнего (рост Джорджа составлял всего 177 см). В довершение, 13 мая Уинтер получил травму в столкновении с партнёром по команде. 
12 июня The Gettysburgian сообщила, что Уинтер отправился в Бостон для подписания контракта с командой Американской лиги. 15 июня он уже дебютировал за «Бостон Американс». Джордж выиграл первые свои шесть матчей в МЛБ и 11 июля сыграл против своего друга Эдди Планка. Игра, состоявшаяся на «Хантингтон-Авеню Граундс», была сокращена до шести иннингов из-за дождя. «Американс» выиграли у «Атлетикс» со счётом 4:1. 
Удачно Уинтер сыграл и против одного из лучших отбивающих Лиги Напа Лахойе, показатель отбивания которого в середине сезона 1901 года составлял 42,6 %. В интервью Sporting Life в 1909 году Джордж вспоминал, что впервые выйдя подавать против Лахойе он бросал кручёные мячи на уровне колен отбивающего, в отличие от большинства питчеров, бросавших мяч прямо в Напа. Лахойе пропустил два страйка и отбил третью подачу к третьей базе, где мяч поймал Джимми Коллинз. После он подошёл к Уинтеру и сказал, чтобы тот больше никогда так не подавал против Лахойе. 
Выиграв в дебютном сезоне 16 матчей из 28, Джордж также уверенно начал чемпионат в 1902 году. В середине июля, во время выезда в Сент-Луис, Уинтер заразился брюшным тифом. Остаток сезона он провёл в палате Городского госпиталя Бостона. Там он познакомился с медсестрой Мэйбл Уиллис, которая в октябре 1905 года стала его женой. 
В межсезонье Джордж переехал в Берлингтон. Там он стал партнёром в одном из крупнейших городских магазинов. Тренировался Уинтер вместе с командой Университета Вермонта, где он заметил талантливых Ларри Гарднера и Рэя Коллинза. Оба в будущем стали звёздами бостонских «Ред Сокс».
В матче открытия сезона 1903 года Джордж вышел стартовым питчером и одержал победу над «Филадельфией». 9 сентября он также выиграл решающий матч против «Вашингтона», определявший чемпиона Американской лиги. Несмотря на это, в играх Мировой серии Джимми Коллинз сделал ставку на трио Сая Янга, Билла Диннина и Тома Хьюза. На следующий сезон Джордж сыграл всего в 16 играх, а его пропускаемость 2,32 была худшей в пятёрке стартовых питчеров команды. В прессе появились слухи о возможном обмене Уинтера в «Вашингтон». Сделка не состоялась и он остался в Бостоне на пятый сезон.
Весной 1905 года во время предсезонных сборов Джордж набрал хорошую форму. В первом матче сезона против «Вашингтона» он провёл лучшую игру в своей карьере. Уинтер пропустил всего один хит, хотя его команда проиграла 0:1 после ошибки в обороне, позволившей пробежать до второй базы, и последующих сакрифайс-банта и сакрифайс-флая. Всего в 1905 году он выиграл 16 матчей, повторив лучший результат в карьере. 
В 1906 году Джордж пропустил около шести недель из-за последствий перенесённого ранее тифа. В целом год выдался неудачным — он выиграл всего 6 игр при 18 поражениях, с худшим в карьере ERA 4,12. Следующий сезон Уинтер провёл сильнее, но он стал последним полным, который он провёл в Бостоне. Весной 1908 года он пропустил часть сборов из-за рождения ребёнка. В начале регулярного чемпионата неприятный сюрприз ему преподнесла команда, которая не могла набрать ни одного очка на протяжении 36 иннингов когда на подаче был Уинтер. 26 июля его выставили на драфт отказов. К этому моменту в активе Джорджа было 4 победы и 14 поражений при ERA 3,05. Тем удивительнее оказался его контракт с «Детройтом», который к тому моменту шёл на первом месте в Американской лиге. Полоса невезения продолжилась и в составе «Тайгерс», где Уинтер проиграл пять из шести первых матчей, хотя пропускаемость его была всего 1,60. Несмотря на все сложности, «Детройт» удержал первое место в регулярном чемпионате до конца сезона. Второй раз в карьере Джордж получил шанс сыграть в Мировой серии. В первой игре с «Чикаго Кабс» главный тренер «Тайгерс» Хью Дженнингс выпустил Уинтера в качестве пинч-раннера. В четвёртой игре он отыграл девятый иннинг, не позволив сопернику набрать очки.
Сезон 1908 года стал для него последним в МЛБ. В начале 1909 года «Детройт» предложил ему меньшую зарплату чем была в «Бостоне». Уинтер отказался от контракта после чего «Тайгерс» продали его в «Монреаль Роялс» из Восточной лиги. В середине 1910 года его обменяли в «Торонто Мэйпл Лифс». После окончания сезона Джорджу вновь предложили контракт с понижением зарплаты. Перед началом сезона 1911 года он уехал в Берлингтон, где работал тренером университетской команды. В июне сезон студенческого бейсбола завершился и Уинтер написал письмо главе Национальной Комиссии Гарри Херрману, в котором объяснял что считает несправедливым понижение жалованья игроку, который на протяжении своей карьеры не имел никаких проблем с владельцами команд, судьями и другими игроками. 28 июня он написал ещё одно письмо с уточнением, что после контракта с «Монреалем» на 2 133 доллара в месяц, «Торонто» предложил ему зарплату всего в 325 долларов. Ответом стало письмо от президента Национальной лиги Томаса Линча, в котором говорилось, что предложение от «Мэйпл Лифс» соответствует уровню игрока и во избежание дисквалификации Уинтеру нужно принять его. 
Джордж отказался от предложения и до 1914 года играл за скромные команды из Бингемтона, Скрантона и Троя. В то же время он работал тренером в командах университетов Вермонта и Принстона. В 1916 году Уинтер переехал в Нью-Касл в штате Дэлавер. Там он открыл магазин спортивных товаров, продолжал играть за любительские команды и судить бейсбольные матчи. 
Его супруга Мэйбл умерла 28 января 1937 года в Нью-Хейвене. Джордж Уинтер скончался 26 мая 1951 года от сердечного приступа. Перед смертью он долгое время болел. Он похоронен на кладбище Ривервью в Уилмингтоне. 